# Andrzej Pągowski

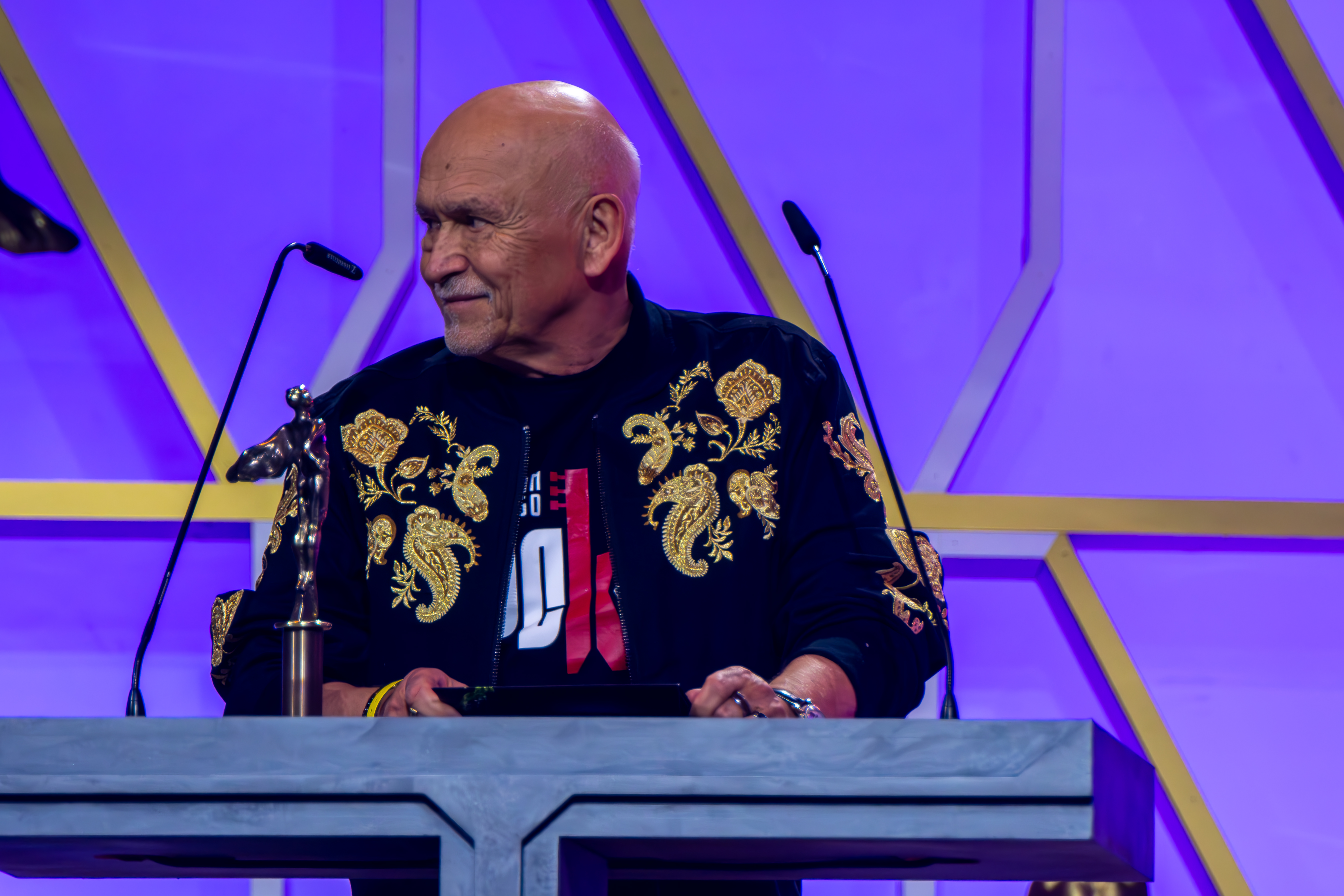
Andrzej Pągowski bei der Musikpreisveranstaltung Fryderyk 2024

Andrzej Pągowski (* 19. April 1953 in Warschau) ist ein polnischer Grafikdesigner und Plakatkünstler.

## Leben
Pągowski ist der Sohn von Franciszek Gustaw und Krystyna, geb. Modzelewska.
Im Jahr 1978 schloss er sein Studium an der Fakultät für Angewandte Kunst der damaligen Staatlichen Hochschule für Bildende Künste in Posen unter Waldemar Świerzy mit Auszeichnung ab. Zu Beginn seiner künstlerischen Tätigkeit fertigte Pągowski satirische Zeichnungen an, die in Zeitschriften wie „Szpilki“, „Przekrój“ oder „Radar“ veröffentlicht wurden. 1976 begann er mit der Gestaltung von Plakaten – häufig zu Filmen. Daneben entstanden Albumcover, Buchillustrationen, Postkarten, Kataloge, Briefmarken, Werbung sowie Bühnenbilder. Er war außerdem als Art Director der Zeitschriften „Scena“, „Moda“ und der polnischen Ausgabe des „Playboys“ tätig.
1990 gründete er die Werbeagentur Studio P, die später zur Agentur KreacjaPro umfirmierte.

### Auszeichnungen
Andrzej Pągowski erhielt hohe polnische Auszeichnungen. Für herausragende künstlerische Leistungen wurden ihm das Offizierskreuz des Ordens Polonia Restituta (2005) und die Gloria-Artis-Medaille für kulturelle Verdienste in Silber verliehen. 2011 erhielt er die Medaille der Nationalen Erziehungskommission (Medal Komisji Edukacji Narodowej) und 2012 den Preis der Hauptstadt Warschau (Nagroda Miasta Stołecznego Warszawy).

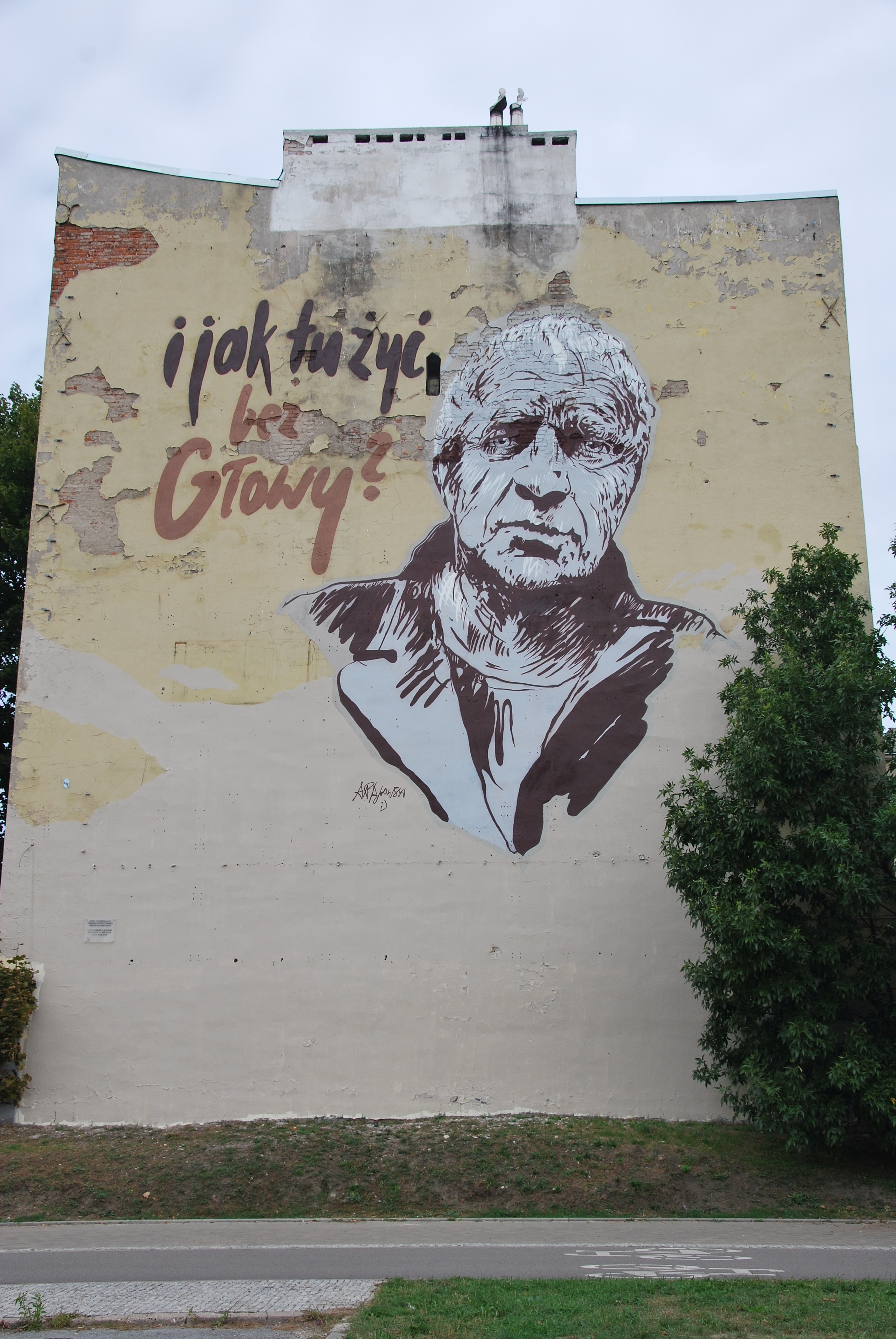
Das Pągowski-Mural mit einem Porträt von Janusz Głowacki in Łódź an der ul. Targowa

## Werk
Pągowski entwarf das Design der Sterne auf der Aleja Gwiazd (Walk of Fame) in Łódź, auf der er auch selbst geehrt wurde. Verschiedene städtische Murale – in Łódź (2018), in Oświęcim (anlässlich des Life Festivals, 2012, 2015) sowie in Warschau (Museum des Warschauer Aufstandes, 2008) – stammen von ihm.

„In Andrzej Pągowskis reichhaltigem Portfolio lässt sich deutlich die Grenze zwischen alten Plakaten ... mit Bezug zur polnischen Plakatschule und Werken erkennen, die gekonnt in die moderne Welt der Werbung integriert sind. Es ist klar, dass sich dieser vielseitige und produktive Schöpfer in beiden Inkarnationen großartig fühlt. Die Rückkehr des Plakats zu seiner ursprünglichen Werbefunktion und Veränderungen in der Beziehung zwischen Auftraggeber und Auftragnehmer schärften Pągowskis künstlerische Sprache: Sie sättigten die Farben und beschleunigten das Betrachten der Botschaft.“

Werke Pągowskis wurden in Polen und im Ausland (Barcelona, Brüssel, London, Paris, Stockholm) ausgestellt. Anlässlich des 40-jährigen Jubiläums seiner künstlerischen Tätigkeit im Jahr 2017 wurden in verschiedenen polnischen Städten Retrospektiven zu seinem Lebenswerk gezeigt (Museum der Kinematographie in Łódź, Städtische Kunstgalerie Częstochowa, Galerie des Warschauer Nationaltheaters). Seine Werke befinden sich in den Sammlungen etlicher Museen, wie dem San Francisco Museum of Modern Art und dem Pariser Centre Pompidou. Das Museum of Modern Art in New York hat das Plakat Uśmiech wilka (Wolfslächeln bzw. Wolf Smile) als eines der 100 besten Plakate der Welt in seine ständige Sammlung aufgenommen.